# Garden Party (Marillion)
Garden Party (sottotitolato The Great Cucumber Massacre) è un singolo del gruppo musicale britannico Marillion, il secondo estratto dal primo album in studio Script for a Jester's Tear e pubblicato nel gennaio 1983.

## Tracce
Testi e musiche dei Marillion, eccetto dove indicato.
7"
- Lato A

1. Garden Party (The Great Cucumber Massacre)

- Lato B

1. Margaret (Recorded Live at Edinburgh Playhouse 7th April 1983) (tradizionale)

12"
- Lato A

1. Garden Party (The Great Cucumber Massacre) (Full Version) – 7:16
2. Charting the Single (Recorded Live at Hammersmith Odeon 18th April 1983) – 6:36

- Lato B

1. Margaret (Recorded Live at Edinburgh Playhouse 7th April 1983) (Full Version) – 12:20 (tradizionale)

## Formazione
Gruppo
- Fish – voce, arrangiamento
- Steve Rothery – chitarra elettrica, chitarra acustica, arrangiamento
- Pete Trewavas – basso, basso fretless, arrangiamento
- Mark Kelly – pianoforte, clavicembalo, minimoog, sintetizzatore, organo Hammond, arrangiamento
- Mick Pointer – batteria, percussioni, arrangiamento

Altri musicisti
- Pete James – effetti sonori

Produzione
- Nick Tauber – produzione
- Simon Hanhart – registrazione, missaggio
- Mark, Andy, Mike Martin – assistenza tecnica

## Classifiche
| Classifica (1983) | Posizione massima |
| ----------------- | ----------------- |
| Regno Unito       | 16                |